# Tianchi (Xinjiang)
Tianchi (Hemels Meer, Chinees 天池) is een meer met diepblauw water in de autonome regio Xinjiang. Het ligt op 100 kilometer ten oosten van Ürümqi, op een hoogte van 1980 m en wordt omringd door bergen met eeuwige sneeuw, zoals de Bogda Feng (bijna 6000 m).
Het meer ligt in een gebied dat door Kazakken wordt bewoond, die als nomaden voornamelijk van de schapenteelt leven en recentelijk ook van toerisme. Het is in de winter onbereikbaar en kan enkel bezocht worden van mei tot september.